# Copponex
Copponex är en kommun i departementet Haute-Savoie i regionen Auvergne-Rhône-Alpes i sydöstra Frankrike. Kommunen ligger i kantonen Cruseilles som tillhör arrondissementet Saint-Julien-en-Genevois. År 2022 hade Copponex 1 287 invånare.

## Befolkningsutveckling
Antalet invånare i kommunen Copponex
| Referens: INSEE |